# Озеро Луїза (Альберта)
Лейк-Луіз (англ. Lake Louise) — озеро в канадській провінції Альберта, розташоване у Національному парку Банф за 5 км від поселення Лейк-Луіз і Трансканадського шосе.
Озеро назване за ім'ям принцеси Луїзи Кароліни Альберти, герцогині Арґайл (1848—1939), четвертої дочки британської королеви Вікторії і дружини Джона Кемпбелла, генерал-губернатора Канади з 1878 до 1883 року.
Навколо Лейк-Луіз знаходиться велика кількість маленьких озер і водоспадів. В районі озера є низка готелів, кемпінгів та туристичних баз.
Місцева туристична індустрія пропонує розваги на будь-який смак: піші, кінні та велосипедні маршрути, гольф, теніс, катання на собачих упряжках і ковзанах, альпінізм, каное, рафтинг. Поряд з озером розташований великий гірськолижний курорт (сезон з початку листопада до середини травня).

## Галерея

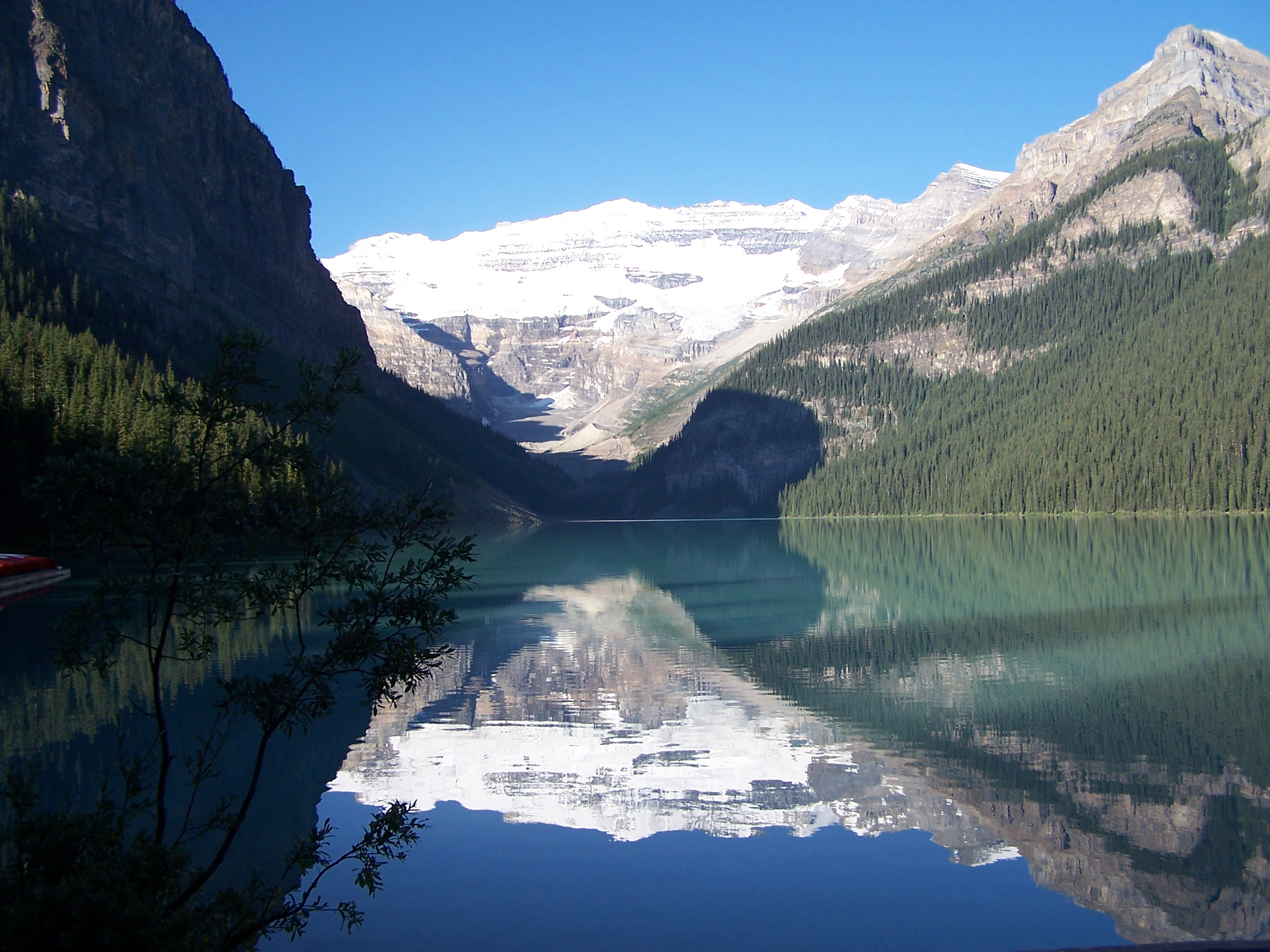
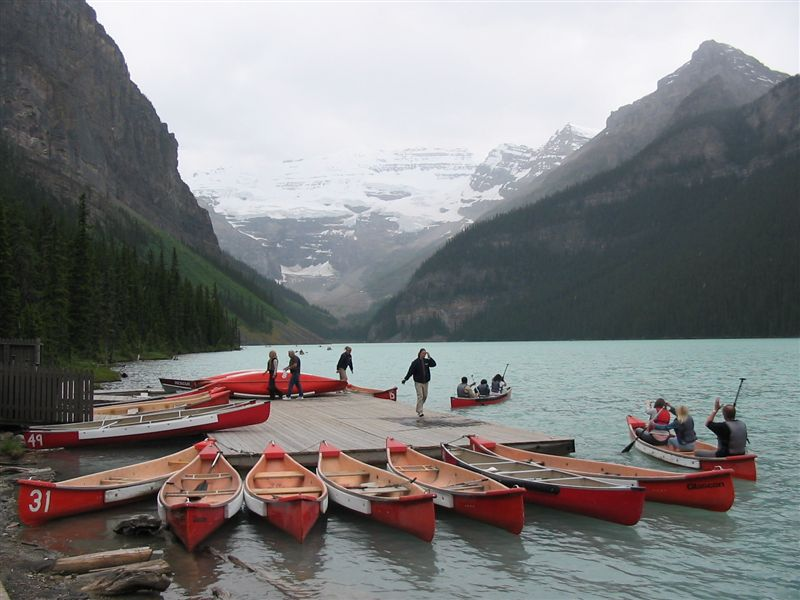
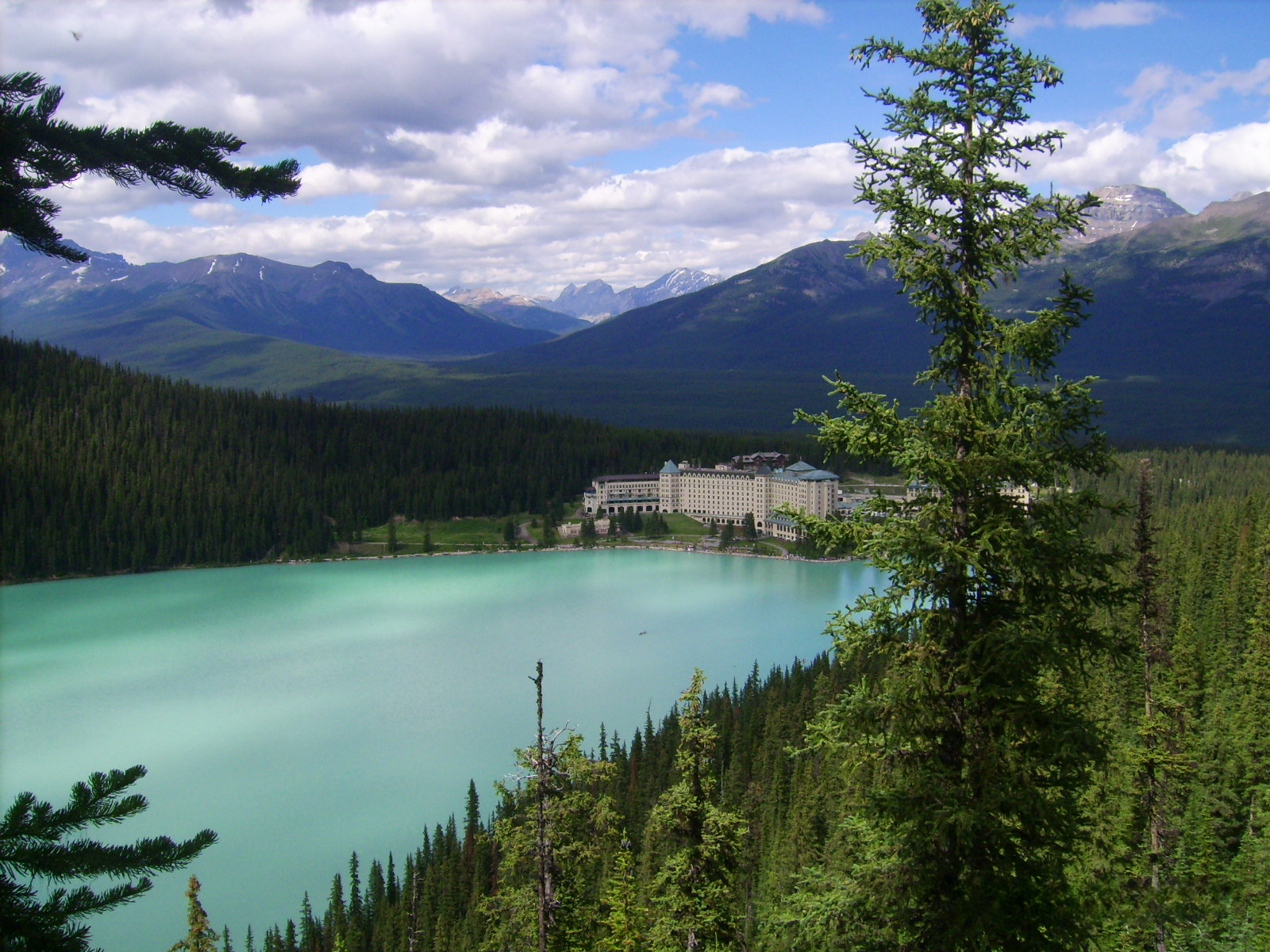
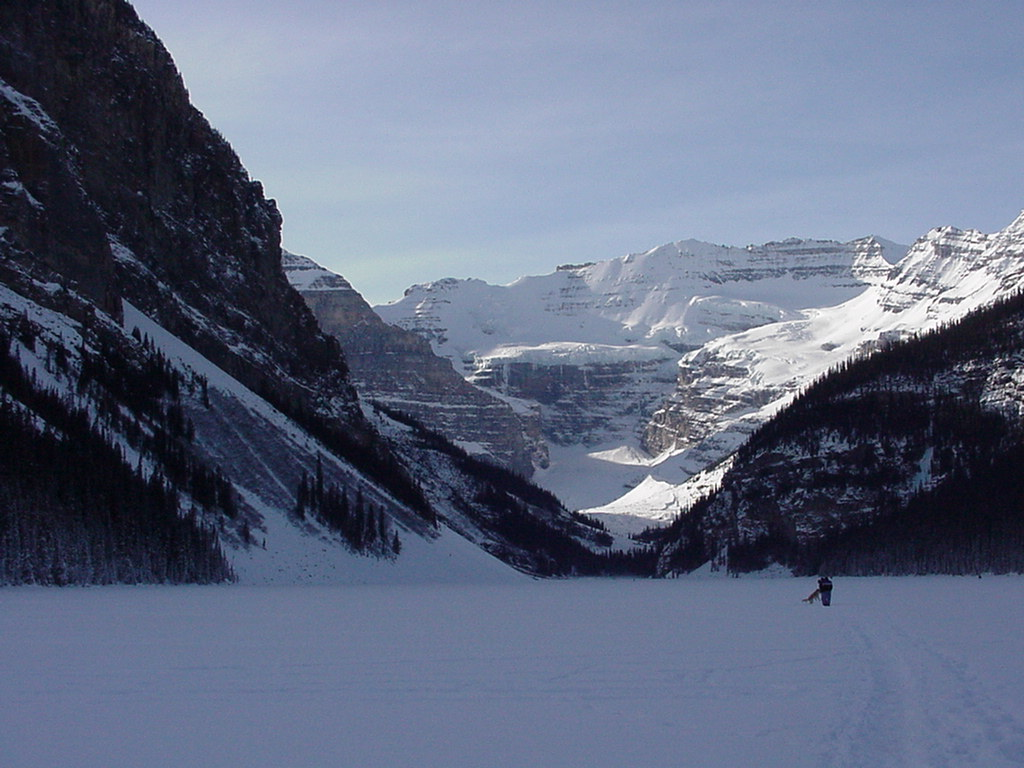